# Antibalas
Antibalas (castellà per «a prova de bales») és un grup d'afrobeat establert a Brooklyn creat el 1998. Segueix el model dels grups Africa 70 de Fela Kuti i de l'Harlem River Drive Orchestra d'Eddie Palmieri. A més de l'afrobeat, també incorpora elements de jazz, funk, dub, improvisació i percussions tradicionals de Cuba i Àfrica De l'oest. El 2012, Robin Denselow crític musical del diari britànic The Guardian el 2012, en parlava com «una de les millors bandes d'afrobeat del món».
El grup ha actuat a 35 països, des del Japó fins a Turquia passant per Portugal i Austràlia, i per tot arreu de la ciutat de Nova York, des del Carnegie Hall a Central Park, fins i tot a la presó de l'illa de Rikers.
Amb Antibalas han tocat com a músics convidats alguns membres dels grups de Fela Kuti Afrika 70 o Egypt 80, els més destacats, el bateria Tony Allen, Femi Kuti (saxòfon alt), Seun Kuti (saxòfon tenor), Tunde Williams (trompeta), Oghene Kologbo (guitarra), Nicolas Addey (congues), Dele Sosimi (teclats), Ola Jagun (bateria i percussions) i Jojo Kuo, entre d'altres.

## Història
Martín Perna va crear el grup el 1998 amb el nom de Conjunto Antibalas. Va ser el primer grup que va actuar el 26 de maig de 1998, al Pub Saint Nicks de Harlem durant una nit de poesia organitzada per l'artista visual Xaviera Simmons. Durant els mesos següents el grup es va consolidar com una banda amb un nucli d'onze membres i va expandir el seu repertori de cançons originals. El primer van actuar exclusivament a locals no comercials i parcs públics. L'agost de 1999 fins a l'abril de 2001 van ser la banda resident de les nits de divendres al ja desaparegut club NoMoore, sota el nom d'Africalia! L'abril 2001 el club va ser tancat pels bombers durant la campanya contra cabarets i pubs pel burgmestre Rudolph Giuliani. El guitarrista, enginyer i productor Gabriel Roth va escriure moltes cançons en aquesta primera època i va supervisar l'enregistrament i la producció dels primers tres àlbums.
L'estiu de 2000 Antibalas havia llançat el seu primer àlbum Liberation Afrobeat Vol. 1 i havien viatjat dues vegades a Anglaterra, tot continuant tocar als escenaris de la ciutat de Nova York. En aquestes primeres gravacions hi va participar el bateria camerunès Jojo Kuo, com es pot escoltar en els enregistraments d'estudi dels temes «Uprising» i «Machete».
A principi de 2002, van llançar un segon àlbum, Talkatif, i van continuar de gira pels Estats Units i Europa. A l'estiu de 2004, el tercer àlbum d'estudi, Who is This America?, va sortir al mercat. El 2007 va seguir el quart disc del grup, Security, produït per John McEntire. Des d'aleshores han seguit altres àlbums.
Van tocar al Primavera Sound a Barcelona el 2014 i el 2018 hi van presentar el seu disc You will know nothing.